# Zero no Mono
Zero no Mono (ゼロの者, né en 1974) est le pseudonyme d'un mangaka japonais spécialisé dans le hentai.

## Œuvres
- Wasurena - わすれな